# Сундин, Никлас
Никлас Сундин (швед. Niklas Sundin; 13 августа 1974, Гётеборг, Швеция) — наиболее известен как соло-гитарист групп Dark Tranquillity и Laethora. Он также является автором многих текстов песен Dark Tranquillity и альбома Whoracle группы In Flames. В дальнейшем он переводил тексты, написанные Андерсом Фриденом, со шведского на английский для нескольких последующих альбомов In Flames, пока английский Фридена не был на достаточном для этого уровне.
Сундин является основателем компании Cabin Fever Media, которая занимается оформлением альбомов музыкальных коллективов.